# MTV (Latinoamérica)
MTV es un canal de televisión por suscripción latinoamericano de origen estadounidense y es la versión regional del canal estadounidense. La programación se realiza mediante un sistema de dos señales distintas que se distribuyen en la mayor parte de la región. El canal es operado por Paramount Skydance Corporation a través de Paramount Networks EMEAA. Hasta el día de hoy, MTV es la cadena de música por televisión más grande de América Latina.
MTV Latinoamérica inauguró sus transmisiones el 1 de octubre de 1993, operando la señal únicamente desde Miami, Estados Unidos. El primer videoclip en ser emitido fue «We are sudamerican rockers» de la agrupación chilena Los Prisioneros.

## Historia

### Antecedentes (1988-1993)
Las raíces de MTV Latinoamérica se remontan a 1988, en que la conductora de ascendencia cubana Daisy Fuentes conducía un programa llamado MTV Internacional, emitido semanalmente por canales de televisión abierta de la región latinoamericana y estadounidense donde se presentaba lo más reciente del panorama de videos musicales de ambos lugares de la época. En esos años, artistas pop como Luis Miguel y Chayanne comenzaban a grabar videos con buen presupuesto.
Fue precisamente en esa época que en varios países de Latinoamérica (con gran efervescencia en Argentina y en México) se vivía la fiebre del rock en español, cuyos principales exponentes eran los argentinos Miguel Mateos y Soda Stereo, quienes destacaban del resto no solo por sus altas ventas, sino por su vanguardista concepto musical.
En los MTV Video Music Awards 1989, son nominados por la cadena (por primera vez) al «Video de la Gente - MTV Internacional», los videos «Este ritmo se baila así» de Chayanne (vídeo ganador), «La última luna» de Emmanuel, «Djobi djoba» de Gipsy Kings, «Y sin pensar» de Miguel Mateos (primer vídeo latino con animación al estilo «Take on Me» de A-ha) y «Solo los chicos» de Fito Páez.
Este acontecimiento, sumado al furor causado entre la comunidad hispana de los Estados Unidos por el primer concierto de rock en español realizado por Miguel Mateos el 7 de septiembre de 1989 (y su posterior gira «Obsesión Tour») y el segundo por Soda Stereo el 8 de diciembre del mismo año, ambos en el auditorio «The Palace», despertaron la curiosidad de los ejecutivos de la cadena, los cuales se dieron cuenta de la calidad y el poder de convocatoria de la música en español.

### Lanzamiento (1993-1999)
Después de analizar las posibilidades y resultados que harían factible el hecho de llevar una señal a la región latinoamericana, los ejecutivos de MTV Networks, con sede en Estados Unidos deciden gestionar el proyecto basándose en los buenos resultados que se habían obtenido anteriormente con canales internacionales de la misma empresa como MTV Europe en 1987 y MTV Brasil en 1990. Así, el 1 de octubre de 1993 es lanzado oficialmente el canal bajo el nombre de MTV Latino con una sola señal para toda Latinoamérica, convirtiéndose de esta forma en el tercer canal de videos musicales en el mundo hispanohablante, siendo el canal canadiense-argentino MuchMusic el 1 de septiembre de 1992 y el canal mexicano Telehit, el cual se estableció solo semanas antes que MTV Latino, el 27 de agosto de 1993. El lanzamiento oficial se realizó en el club Paragon en Miami Beach, junto a grandes celebridades y altos ejecutivos de la cadena y de la industria musical.
La programación inició ese mismo día, siendo el primer vídeo emitido en el nuevo canal “We are sudamerican rockers” de la banda chilena Los Prisioneros. El centro de operación de «MTV Latino» se localizaba únicamente en Miami y los programas que se transmitían eran grabados y producidos en esa misma ciudad, en los estudios Post Edge. La programación constaba en un principio de programas tales como Top 20, Headbangers, In Situ, Lado B, MTV Clásico, Conexión entre otros, los cuales estaban presentados por el primer grupo de presentadores de videos del canal (mejor conocidos como VJ) conformado por la argentina Ruth Infarinato, el chileno Alfredo Lewin, el mexicano Gonzalo Morales y la cubana-estadounidense Daisy Fuentes, quien ya era conocida en el canal para ese entonces. Todos ellos residían en dicha ciudad estadounidense y presentaban los shows desde ahí.
En 1994, la banda argentina Los Fabulosos Cadillacs es la primera en grabar un Unplugged para MTV, abriendo así el formato de la cadena estadounidense para los artistas en lengua hispana.
A comienzos de 1995, el canal comienza a crecer en popularidad, por lo que integra nuevos rostros; es así como Daisy Fuentes se aleja de la pantalla para dar paso a los mexicanos Arturo Hernández y Edith Serrano. Al mismo tiempo, nuevos shows eran agregados a la programación, tales como Top 10 US, Hora Prima, Nación Alternativa, Raizónica, y el comienzo de transmisiones de series no relacionadas directamente con la música, los cuales eran segmentos de animación tales como Beavis and Butt-Head, Liquid Television y el corto animado Chico Migraña, este último emitido en las tandas publicitarias.
Además, a comienzos de ese mismo año se presenta con gran aceptación entre la audiencia Semana Rock, programa semanal de noticias enfocado en el acontecer musical y de entretenimiento en Latinoamérica, Estados Unidos y otras latitudes; espacio conducido por el periodista argentino Javier Andrade.
Dado el crecimiento del canal tanto en un aspecto social como económico, en agosto de 1996, el canal se divide en dos señales regionales denominadas «Norte» y «Sur» para lograr un mayor acercamiento a su audiencia; sin embargo, los programas seguían siendo producidos en Miami. La señal Norte correspondía a México, Centroamérica, Colombia y Venezuela, mientras que la señal Sur correspondía a los países latinoamericanos restantes con Argentina como base. Al mismo tiempo se crean una serie de eventos basados en prototipos presentados con anterioridad en MTV de Estados Unidos, tales como Playa MTV, Rocangol y programas del MTV Latino como Gustock.
En ese mismo año, los argentinos Alejandro LaCroix y Leandro O'Brien fueron agregados al equipo de VJs del canal, mientras que programas como Ozono, Rendez Vous y Mondofunk fueron producidos durante los años siguientes.

### Regionalización (1999-2000)
En agosto de 1999, el canal sufre unos de los mayores cambios que ha tenido desde su nacimiento. Cuando el canal partió en 1993, se adoptó el mismo esquema utilizado un par de años antes por MTV Europe que consistía en «crear un micro-mundo donde convivan muchos países de un mismo continente con culturas distintas», tomando como base la ciudad de Miami (para el caso europeo fue Londres). Es aquí donde comienza un fuerte proceso de regionalización y de apertura musical adaptado a los ritmos de moda del momento, por lo que entran a rotación normal del canal artistas antes jamás pensados como Ricky Martin, Enrique Iglesias, Thalía y Luis Miguel. Los shows dejan de ser producidos en Miami y las dos señales ya existentes pasan a reflejar una fuerte tendencia local, por lo que los programas pasan a ser realizados en México para la señal Norte y en Argentina para la señal Sur para lograr así una mayor conexión con el público.
Se crea el programa interactivo Los 10+ Pedidos, el programa de mayor importancia dentro de la programación, donde diariamente se mostraban los 10 videos más votados por la audiencia a través de la página web. La línea musical del canal pasa a aceptar influencia latinoamericana y popular, transmitiendo videos de artistas que antes no eran comunes, mientras todos los programas musicales temáticos desaparecieron para dar paso a Videorama, Videosomnia y 120 Minutos, bloques de videos no presentados que ocupaban gran parte de la programación diaria. En el ámbito de los VJ o conductores, gran parte de estos son eliminados y el canal dejó a Ruth Infarinato como la única conductora desde Miami haciendo Conexión, mientras que Arturo Hernández es asignado en los estudios de MTV en México y Alejandro LaCroix a los estudios de MTV en Argentina, conduciendo cada uno por su parte las versiones locales de Los 10+ Pedidos y el Top 20.
El primer concurso organizado localmente en el canal fue el denominado «Se busca VJ», el cual consistía en 3 cástines masivos (uno en México para la señal Norte y otro en Argentina y Chile para la señal Sur) para buscar al nuevo rostro del canal. El ganador sería elegido por la audiencia mediante la página web y pasaría a conducir de forma diaria el programa Los 10+ Pedidos desde las calles de Ciudad de México o Buenos Aires. En México, la ganadora resultó ser Carmen Arce, mientras que en Argentina, el ganador fue Sebastián "Berta" Muñiz.
Otra novedad, pero de menor relevancia que también sucedió en 1999, es la renovación continua del paquete gráfico del canal que se daba cada 6 meses o un año aproximadamente (hasta 2005), tales como logotipos, entradas de shows, cortinillas y publicidad, además de estrenar un nuevo sistema que pondría los datos de los videos de forma automática.
Comenzando 2000, MTV crea una nueva señal dirigida a Chile, que repetía la señal de México pero con horario chileno. En un principio se pensó crearlo como una repetidora de la señal de Argentina debido a la cercanía de ambos países, pero debido a rasgos culturales, se prefirió adaptarlo a la programación mexicana. La nueva señal también se emitió en toda la zona suroeste de Latinoamérica.
De acuerdo a los estudios realizados por «Latinoamérica y Negocios», para mayo de 2000 MTV ya era la señal musical número uno de toda Latinoamérica.
También en ese año se comienza a percibir una preferencia menor del canal por programas de origen latino, y comienzan así a estrenar una serie de programas traídos de Estados Unidos y subtitulados al español, tales como Behind The Music, The Tom Green Show y Making The Video.

### Cambios en las señales (2000-2004)
En septiembre de 2000, el canal realiza la segunda edición del «Se busca VJ», incluyendo a la recién creada señal chilena. Para eso, el programa Los 10+ Pedidos pasaría a ser totalmente local dentro de la nueva señal chilena, mientras que el resto de la programación habitual seguiría siendo una repetidora de MTV en México. La ganadora en Chile resultó ser Úrsula Eggers.
El 1 de abril de 2001, nace oficialmente la señal MTV Suroeste. La nueva línea de señal que había sido creada un año atrás, pasa a ser manejado teniendo como centro el público chileno (aunque se transmitía también para Perú, Bolivia y Ecuador), lo que significaría un gran cambio dentro de la rotación musical del canal la cual quedó totalmente adaptada a los gustos de dicho país, mientras que la señal argentina pasa a llamarse MTV Sureste. Ese mismo año se realiza la última edición del «Se busca» pero en vez de un VJ serían talentos; sin embargo, por razones que no fueron reveladas, los ganadores solamente aparecieron en las tandas publicitarias.
2002 fue relevante para MTV, pues en julio de ese año Ruth Infarinato deja Conexión para dar paso a la versión local del programa, el cual comienza a ser producido dentro de las tres señales regionales del canal (México, Argentina y Chile); dicho programa terminaría siendo cancelado en diciembre. Además, en octubre del mismo año fue el estreno de los MTV Video Music Awards Latinoamérica, la versión hispana de los ya consolidados premios estadounidenses.
El 30 de diciembre de 2002, MTV Suroeste empieza a causar estragos económicos al canal, puesto que el número de televidentes al que era destinada la señal era muy reducido y no convenía seguir operando para un público tan pequeño en comparación con otras áreas. Se dejaron de producir programas locales en Chile y la señal pasa a llamarse MTV Centro. De esta forma, la nueva señal seguía funcionando con base en Chile además de los países que formaban parte de la señal Suroeste, mientras que México sigue con su respectiva señal y Argentina recupera el nombre de MTV Sur.
En 2003, MTV cumple 10 años en Latinoamérica, el cual es celebrado con varios premios, un auto Renault Clio MTV como sorteo, el patrocinio de varias revistas y estaciones de radio y un concierto gratuito el 22 de abril de ese mismo año en el Auditorio Nacional de México llamado El Día de MTV.
El 1 de marzo de 2004, apenas un año después de su creación oficial, se cierra MTV Centro con el fin de reducir costos para el lanzamiento de VH1, un nuevo canal musical el cual también sería operado por MTV Networks Latinoamérica. Es así como MTV Argentina pasa a ser la señal oficial para Argentina, Chile, Perú, Colombia, Ecuador, Paraguay y Uruguay. El resto de la región empezó a recibir la señal de México, y cinco meses más tarde, Colombia y Ecuador también pasa a ser parte de esta señal.

### Cambios notorios (2004-2009)
En 2004 se crean nuevos y varios programas destinados a que el público se exprese a través de internet o el celular. Así nacen programas como Contra 2.0, El clic, Emosónica y Asterisco.
También en ese mismo año se producen y transmiten series que han generado polémica por su irreverencia, en las cuales se tratan temáticas liberales con un lenguaje vulgar y obsceno, pero que son exitosas entre sus televidentes. Tal es el caso de las series South Park, Drawn Together (adaptado al español como «La Casa de los Dibujos»), Happy Tree Friends y Alejo y Valentina, estas 2 últimas al principio fueron emitidas como cortos en las tandas publicitarias de Los 10+ Pedidos y luego pasaron a tener su serie propia de media hora.
A fines de 2005 se crea un nuevo distribuidor de señal con base en Colombia, recuperando el nombre del ya cerrado MTV Centro hace un año. Los países Bolivia, Chile, Costa Rica, Ecuador, El Salvador, Guatemala, Honduras, Nicaragua, Perú, Panamá, República Dominicana y Venezuela comienzan a ser parte de esta nueva señal. La señal Sur, con base en Argentina, vuelve a quedar limitado para su emisión en ese país, Uruguay y Paraguay. La señal Norte, con base en México, queda como señal exclusiva para ese país, siendo el único en la región en tener su propia señal.
En febrero de 2006 se anunció el denominado «Quiero estar en MTV» con el cual la producción pretende encontrar participantes para las versiones latinoamericanas de programas estadounidenses, así como la creación de programas nuevos durante ese año y a principios de 2007. En marzo de este último año fue renombrado bajo la leyenda «Generado por Mí (GXM)», conservando los mismos objetivos de su antecesor. Ahora «GXM» ha sido dejado para tomar una idea más colorida y minimalista, los programas creados durante ese tiempo como DansinRopa y KaraoQue quedaron fuera del aire.

### Cambios recientes (2009-presente)
En enero de 2009, los videos musicales dejan de ser prioridad en la programación para dar paso a los reality shows.
El 1 de julio del mismo año, MTV cambia su imagen añadiendo nuevos ID, bumpers e identificadores únicos, siendo este su último cambio de logo manteniendo el «Music Television», para así el 1 de julio de 2011 cambiar su logo y adquirir una nueva apariencia para dejar en el olvido lo que MTV significaba hace un par de años.
En noviembre de 2016, Viacom compra el canal argentino líder en audiencia Telefe, produciéndose cambios y diferencias notorias durante 2018 en las programaciones de la señal Sur con las señales Norte y Centro, con la señal Sur priorizando los programas y playlists musicales. Estos cambios son muy aceptados en los países donde llega la señal Sur, y (en Argentina más precisamente) rápidamente la señal y sus televidentes logran viralizar en redes sociales los hashtags #NosZarpamosEnMúsica y #MTVesMúsica como apoyo a esta nueva etapa, por su parte, las otras señales siguen con sus mismas programaciones, priorizando los reality shows.
En marzo de 2021, cierra la señal Centro uniéndose a la señal Norte tras al lanzamiento de la plataforma Paramount+. El 26 de junio de 2023, la programación de la señal Sur se convierte en pan-regional basado en los horarios de la señal Norte, mientras que las 17 horas musicales se reducen a 7 horas.
El 20 de febrero de 2024, MTV pasó a ser una señal manejada desde Europa, cambiando parte de sus gráficas, al igual que los banners en medio de los programas. El cambio ocurrió a las 6:00am México y 9:00am Argentina al empezar "Tu Mix de Hoy".

## Señales
Desde el 10 de diciembre de 2010 hasta el 1 de julio de 2011, la señal Norte fue distribuida en Chile. Luego, el país retornaría a la señal Centro. Chile se incluye en la señal «Sur» el 21 de mayo de 2012 solo para las cableoperadoras VTR, Claro y TuVesHD, luego de una censura por parte del CNTV por causa de la transmisión de un capítulo de South Park el cual contenía material pornográfico en un horario no permitido para todo público. El 1 de octubre de 2012, esta señal llega a Entel TV Digital por el canal 190, en Chile. Por último, este cambio de señal llega a Movistar Chile el 15 de octubre de 2012, reemplazando el feed «Centro» por el feed «Sur» y quedando este último como el oficial para Chile, lo mismo ocurre con Venezuela a partir de ese mismo año.
En marzo de 2021, debido al lanzamiento de la plataforma Paramount+, la señal Centro cerró al igual que las señales Centro de Comedy Central y Paramount Network, unificándose con la señal Norte que transmite desde México. El 26 de junio de 2023, la programación de la señal Sur se convierte en pan-regional basado en los horarios de la señal Norte.
Historial de señales:
- Miami: Señal Panregional (1993-1996)
- México: Señal Norte (1996-2023), Señal Panregional (2023-presente)
- Argentina: Señal Sur (1996-2001, 2002-2023), Señal Sureste (2001-2002)
- Chile: Señal Sur Repetidora (1996-2000, 2004-2005, 2012-2023), Señal Norte Repetidora (2000-2001), Señal Suroeste (2001-2002), Señal Centro (2002-2004, Repetidora 2005-2012)
- Colombia: Señal Norte Repetidora (1996-2004, 2004-2005, 2021-2023), Señal Sur Repetidora (2004), Señal Centro (2005-2021)

Notas de disponibilidad:
- En Latinoamérica, DirecTV, Movistar TV y Claro TV Satelital distribuian la señal Sur.

### Otras notas
- En la Señal Sur, contenía los identificadores de horario para todo público basado en el huso horario de Buenos Aires de enero de 2011 a agosto de 2023. También contenía los separadores de espacio publicitario de enero 2011 a mayo de 2016, la hora y temperatura de Buenos Aires desde mayo de 2018, y de noviembre de 2021 a julio de 2022 se veía solamente en programas interactivos como MTV Hits. Durante mayo de 2018 a junio de 2023 su programación se basaba en música hasta aproximadamente 17 horas diarias, en contraste con la otra señal.

- Durante el 26 de junio al 3 de agosto de 2023 hubo una transición en las 2 señales, donde había diferencias en las señales Norte y Sur: los identificadores de horario para todo público según el huso horario de Buenos Aires, los programas musicales se emiten diferentes listados de videos, los créditos musicales de la señal Sur se ven abajo a la izquierda de la pantalla y en la señal Norte se ven arriba a la derecha de la pantalla, los identificadores de programas musicales se ven modismos argentinos en la señal Sur y en la señal Norte tuvieron que ser modificados esos detalles.

## Conductores
Los conductores del canal, también llamados VJ, conducen fundamentalmente los programas Los 10+ pedidos y las ediciones de Noticias MTV, así como otros programas especiales y alternos.
El programa Los 10+ pedidos fue conducido en México por Gabriel "Gabo" Ramos Villalpando y en Argentina por Jerónimo Oriana. Por su parte, la edición de noticias se transmitió cada hora por Camila Zuluaga desde Bogotá, Ricardo desde los estudios de MTV en la Ciudad de México y por Nicolás Artusi desde los estudios de Buenos Aires. Existieron conductores alternos que participan en menor medida dentro de programas conducidos por un VJ más importante, tales fueron los casos de Hábacuc Guzmán, que era el presentador del programa Joystickeros y Jazz, que fue presentadora del programa La Zona de Combate.
Desde el lunes 14 de julio de 2008, se emitió la versión de Los 10+ Pedidos Centro (Colombia), ya que los foristas de mtvla.com lo pidieron, así que desde esta región (Colombia, Chile, Perú, Venezuela, Bolivia, Ecuador y Centroamérica) empezó a votar para que los artistas favoritos ingresaran al conteo.  Además, MTV invitó a diferentes artistas al estudio de Los 10+ Pedidos centro tales como Johanna Carreño (Ecuador), Libra (Chile), Delisse (Chile) y Don Tetto (Colombia).
Durante febrero de 2016 a julio de 2022 en el programa MTV Hits en la señal Sur, existía una VJ virtual llamada Mabel que era la conductora de dicho espacio y que también interactuaba con los televidentes mediante Twitter. También existía otra VJ virtual llamada Carmen, que reemplazaba a Mabel cuando se ausentaba.
Actualmente Belu Drugueri es la VJ de MTV desde Argentina y Bárbara Mou desde México. En algunas acciones de merch, el VJ de Brasil, Leo David está presente.

## Imagen y gráfica del canal

### Logotipos

1993–2011
2011-2021
Desde 2021
Desde 2021 (alternativo)

### Idents de MTV (1993-2012, comerciales vanguardistas, cortos)
MTV desde sus inicios tanto en Estados Unidos (1981) como en Latinoamérica (1993) se ha destacado por exponer entre las pausas comerciales los llamados «Idents» o «Comerciales de MTV». Estos idents duran entre 5 segundos hasta incluso 3 minutos, esto último se debe para que las cableoperadoras tengan lugar para emitir sus avisos, además de publicidades regionales. La diferencia con los idents de otros canales, es que los de MTV suelen contener un mensaje.
En MTV Latinoamérica desde 1998, algunas de estas pausas comerciales comienzan a tener más duración y son creadas por artistas de toda Latinoamérica y el mundo.
En 2000 hubo un especial «Animación Weekend» en el cual se emitió 1 hora de idents seguidos uno tras otro, aparte de capítulos de Daria y Ren & Stimpy, este especial fue emitido esporádicamente hasta 2005.
Luego desde el primer semestre de 2001, MTV Latinoamérica empieza a transmitir comerciales llamados «MTV Global» de todas las cadenas de MTV alrededor del mundo, (Japón, Rusia, Brasil, Estados Unidos, Alemania, Italia, Corea, Singapur, Australia, Reino Unido, Polonia, entre otros). La diferencia de éstos comerciales con los anteriores, es que distinguen de qué país son sus creadores en una pequeña franja a un costado de la pantalla. Estos comerciales iban cambiando aproximadamente cada 6 meses hasta que en marzo de 2004 dejaron de indicar el país de cada ident, aunque siguieron emitiendo otros comerciales al estilo MTV.
A partir de 2006 los idents de MTV dejaron un poco el estilo vanguardista y de larga duración, comenzaron a hacerse más cortos y los transmiten en las pausas comerciales y en los traspasos de programa a programa, pero la mayoría con una duración de 10 segundos aproximadamente.
Desde el 1 de julio de 2009 hasta el 1 de julio de 2011, se transmitieron 18 idents exclusivos y extravagantes para el canal. Muchos de ellos se caracterizaron por su innovador diseño y contenido, que reflejaban la nueva imagen del diseño del canal. Estos fueron los últimos en donde se incluye el título «Music Television» y el antiguo logo de MTV. Solo 4 de ellos duraron hasta enero de 2012.
Llega el 1 de julio de 2011, luego del «Rebrand» del canal, los logos como así los idents del canal cambiaron drásticamente hasta el presente, dejando así de lado 18 de un canal solo dedicado a la música.
En enero de 2012, MTV creó el sitio web http://artbreaks.mtv.com/. En la página varios artistas exponen sus propias creaciones llamadas «MTV Art Breaks», entre algunos videos se aprecia un estilo vanguardista como lo eran los antiguos comerciales idents de MTV, con la diferencia que los MTV Art Breaks no necesariamente son idents exclusivamente para promocionar a MTV, los Art Breaks fueron descontinuados al año siguiente.

### Créditos de los videos (2017-presente)
En su debut del canal en octubre de 1993 los créditos de los videos que emitían solo ven las letras sin animaciones (nombre del intérprete, canción, álbum y director) teniendo variantes en marzo de 1997 y en septiembre de 2000.
Luego de que el 28 de agosto de 2005, cambiaran el logo y las gráficas en pantalla, el 12 de septiembre de ese mismo año, el canal modificó la vista de los créditos de los vídeoclips que emitía luego de casi 12 años de los créditos sin animación. En vez de letras estáticas, los créditos aparecen «corriendo» de forma animada en el ancho inferior de la pantalla al comienzo de los vídeos. Estos incluían el nombre del artista con letras grandes, el nombre de la canción con letras medianas y el título del álbum con letras chicas. El nombre del director fue omitido en esta nueva secuencia. Los créditos aparecían cinco segundos después de haber iniciado el vídeo y duran quince segundos. Al final, aparecen veinte segundos antes de finalizar el vídeo y desaparecen quince segundos después. Esta nueva secuencia de créditos de videos se convirtió en una novedad en el área de los videos musicales, tanto así que Pepsi utilizó un estilo muy similar en su campaña publicitaria en donde aparecían pequeños fragmentos de videos del grupo RBD, aun cuando los videos de dicho grupo musical no eran transmitidos por MTV Latinoamérica, tanto así como las noticias de los canales.
El 9 de septiembre de 2007, junto con un nuevo cambio de imagen de MTV (tomado de los «MTV Video Music Awards 2007»), los créditos se presentan en un cubo color azul en la parte inferior izquierda de la pantalla, en donde se vuelve a mencionar el nombre del director del vídeo.
El 1 de julio de 2008, el canal estrenó un nuevo paquete gráfico. Los créditos eran mostrados en la parte inferior izquierda de la pantalla con letras muy grandes, meses después se reducen el tamaño de la canción, álbum y director, mientras que el intérprete es el único que conserva el tamaño grande.
El 1 de julio de 2009, con el estreno de otro paquete gráfico, MTV volvió a cambiar la visualización de los créditos. Ahora, consistía de un cuadro de fondo azul con letras pequeñas. Después, casi finalizando 2009, se dejaron de usar créditos y eso seguía manteniéndose hasta el 10 de mayo de 2010, en la señal Centro. 
El 1 de julio de 2011, con el estreno de otro paquete gráfico y el logo deja de verse el «Music Television», vuelven a cambiar los créditos por uno de apariencia transparente. Desde octubre de 2012 hasta octubre de 2013, MTV volvió a quitar los créditos en todas las señales dejando solamente el logo en pantalla.
El 1 de octubre de 2013, con la renovación del logo y las gráficas, los créditos están acompañados con el "ahora", en donde se ve primero el nombre del intérprete y la canción y luego cambia al nombre del álbum y director.
El 1 de octubre de 2015 (durante el relanzamiento de los gráficos) mostró, primera vez sin el nombre del álbum y de director, solo muestra el nombre de la canción y del intérprete (otro color) pero tamaños muy grandes por 1 minuto y 13 minutos separan las letras que están juntadas con los cuadrados de degradados y abajo de la derecha el logo de MTV.
A partir del 21 de agosto de 2017 durante el relanzó de los gráficos, los créditos ahora se ven en un solo letras minúsculas ("ahora + intérprete: canción") con solo amarillo y negro. Donde en algunas canciones hace un movimiento de derecha a izquierda (solo en donde hay créditos largos). Desde octubre de 2018 la señal sur adopta varios colores según el programas como: La Previa y MTV ATR adoptan el color morado, Latino Fuerte y Antes y Después adoptan el verde, Arriba MTV el color naranja, Tu Mix de Hoy y La Evolución el celeste, y finalmente MTV Especiales y 40 Imprescindibles mantienen el amarillo. Además, en programas como MTV Gurú Master y MTV Hits (antes de su rebrand en junio de 2020), los créditos aparecían en la parte superior derecha, en amarillo y negro, lo mismo ocurría en MTV Tus 20 durante 2019, pero el color era morado. Por el lado de la señal norte y centro adoptarían los mismos cambios desde 2019.
El 20 de octubre de 2021 en la señal Norte y el 14 de noviembre del mismo año en la señal Sur, en conjunto con el relanzamiento del canal, los créditos aparecen en la parte superior derecha (Norte) e inferior izquierda (Sur) de la pantalla en letras minúsculas, donde se elimina el "ahora" de los créditos ("artista - canción"), añadiendo una animación (similar al de MTV Hits y Tus 20), donde adoptan el color rojo como predefinido. El logo de MTV cambia de semi transparente a color rojo cuando aparecen los créditos. Con el cierre de la señal Sur, el 3 de agosto de 2023 toda Latinoamérica posee los créditos de la señal Norte. El 20 de febrero de 2024, los créditos vuelven a ubicarse abajo a la izquierda de la pantalla, incorporando indicaciones como "Ahora" y "A continuación".

### Aperturas de los videos
Un cambio que fue instaurado en agosto de 1999 fue el de clasificar los videos en cinco categorías: Video Premier, Video Nuevo, Video Exclusivo, Video ReGüeno y Video Revolucionario, estas dos últimas fueron eliminadas en septiembre de 2000. De esta forma, era posible lograr un mejor control para los videos que eran recién agregados a la plantilla musical del canal.
El 28 de agosto de 2005, se crean nuevas aperturas o secciones para algunos videos. Así es como la clasificación de Video Nuevo pasa a llamarse Nü Video (la palabra «nü», pronunciada como «niu», hace referencia a la palabra en inglés «new» que significa «nuevo»). La categoría Video Exclusivo pasa a llamarse Nü Primicia y la categoría Video Premiere pasa a llamarse Nü Debut y también estaba Video Alertable, mientras que en Los 10+ Pedidos estaba Primer Aviso que aparecía solamente como debut en el puesto 10. En las tandas comerciales se incluyen nuevas clasificaciones como Nü Artista, Nü Rotación y Nü MP3´s.
El 9 de septiembre de 2007, algunas categorías son eliminadas, mientras que Nü Video, Nü Debut y Nü Primicia volvieron a llamarse Video Nuevo, Video Premiere, Video Exclusivo y aparece MTV Ojo. Con el cambio de gráficas del 1 de octubre de 2015 se dejaron de ver las categorías.

## Proyectos alternos
La televisora también cuenta con proyectos alternos creados por la misma compañía y algunos de ellos en colaboración con otras empresas con el fin de obtener mayor popularidad y audiencia. Algunos de estos proyectos son:

### Noticias MTV (MTV News)
Creado bajo la voz e imagen de Ilana Sod, en 2004 inician los segmentos al filo de la hora durante la programación diaria de la televisora. Los temas que se trataban eran de interés juvenil, principalmente musicales aunque también se adentraban a tópicos no relacionados con la música pero de aspecto social importante orientado hacia los jóvenes, tales como política, sexo, educación, violencia, ecología, empleo, pornografía, uso de internet, entre otros. Fue presentado desde tres lugares distintos, en la Ciudad de México por Ilana Sod cubriendo todos los eventos que ocurran en MTV Norte. También en Bogotá, Colombia, Camila Zuluaga quien informaba sobre las noticias que se generen en los países de la señal MTV Centro y por último desde Buenos Aires Argentina Nicolás Artusi informando sobre las Noticias de MTV Sur.
Las noticias publicadas en el canal también se pueden ver en la página web de la televisora en su sección correspondiente.

### MTV Unplugged
Al igual que la propuesta iniciada por el precesor estadounidense, la televisora también ha realizado conciertos llamados MTV Unplugged (literalmente: «MTV Desenchufado»), en los cuales seleccionan a un artista reconocido de la región para que interprete canciones conocidas generalmente de forma acústica ante un auditorio. 
Originalmente los Unplugged de artistas hispanos se grababan en Miami Beach (donde estaban ubicados los estudios de MTV Latinoamérica), pero poco a poco se fueron llevando a cabo en distintas ciudades como Nueva York, Buenos Aires y la Ciudad de México. 
Las presentaciones son transmitidas por televisión y algunas de ellas han sido lanzadas como álbumes en CD y DVD. Los artistas invitados a participar en las ediciones iberoamericanas del MTV Unplugged han sido un total de 35, sumado a los respectivos invitados de cada sesión.
| País        | Ediciones | Año                                                                                                  |
| ----------- | --------- | --- |
| México      | 17        | 1994, 1995, 1995, 1996, 1997, 1999, 2008, 2010, 2010, 2010, 2011, 2014, 2014, 2017, 2018, 2019, 2020 |
| Argentina   | 8         | 1994, 1995, 1996, 1996, 1997, 1997, 2004, 2018                                                       |
| Chile       | 3         | 1995, 2001, 2024                                                                                     |
| Colombia    | 3         | 1997, 1999, 2012                                                                                     |
| España      | 3         | 2001, 2015, 2016                                                                                     |
| Puerto Rico | 1         | 2006                                                                                                 |
| Total       | 35        | |

#### Datos anexos
En 2008 se editó en formato de doble CD + DVD el álbum recopilatorio Lo mejor de MTV Unplugged, con temas de algunas de las presentaciones llevadas a cabo bajo este formato musical y en el que se incluyeron temas, hasta ese momento inéditos, de Los Fabulosos Cadillacs, de Maldita Vecindad y los Hijos del Quinto Patio y de Aterciopelados, pero excluyendo la participación correspondiente a Illya Kuryaki and the Valderramas, agregando en su lugar un tema MTV Unplugged del brasileño Lenine interpretado a dueto con la mexicana Julieta Venegas de quién tampoco se incluyó selección alguna de su álbum MTV Unplugged, a pesar de que su edición fue previa al momento que se editó el recopilatorio de ella.
Artistas como Babasónicos y Kudai fueron invitados a participar de show similares, pero con otros formatos. Algunos artistas tuvieron que esperar diez años para el lanzamiento en CD y DVD de sus presentaciones, como fue el caso de El Tri y Café Tacuba.

### Los Premios MTV
Debido al éxito alcanzado por la televisora a lo largo de sus primeros nueve años, a finales de 2001 MTV Networks Latinoamérica, apoyándose en la gestión de MTV Networks, analizaron la posibilidad de crear una entrega de premios propia y exclusiva de la televisora latinoamericana. Anteriormente sólo se entregaba un premio que representaba el gusto de la población latina en los MTV Video Music Awards de Estados Unidos en la categoría "Video de las Masas", luego cambiado a "Video de la Gente". Sin embargo, a partir de 2002 se lleva a cabo el proyecto analizado desde un año atrás y así el 24 de octubre de 2002 se lleva a cabo la primera entrega de premios llamada MTV Video Music Awards Latinoamérica, o abreviada como VMALA. Sus primeras tres ediciones fueron llevadas a cabo en la ciudad estadounidense de Miami. En 2005, después de tres ediciones entregadas en Miami, la ceremonia se planeó para llevarse a cabo en una ciudad latinoamericana cuyas participantes potenciales eran la ciudad de Guadalajara y Playa del Carmen ambas en México, la sede ganadora fue el parque Xcaret en la ciudad de Playa del Carmen, en Quintana Roo, México. Se convertiría en la primera vez que los premios serían entregados en Latinoamérica pero, debido a los embates del huracán Wilma que azotó playas mexicanas en octubre de 2005 días antes de la premiación, la producción se vio obligada a cancelar la entrega de premios, los ganadores se revelaron el 22 de diciembre del mismo año.
El 19 de octubre de 2006, se realizó la cuarta entrega oficial de los premios, siendo el Palacio de los Deportes, ubicado en la Ciudad de México, la sede del evento. Para dicha premiación, el nombre fue cambiado a Los Premios MTV Latinoamérica. La ceremonia de 2007 se realizó el 18 de octubre del mismo año nuevamente en el Palacio de los Deportes en la Ciudad de México.
La ceremonia de 2008 se realizó de nuevo en territorio mexicano en la ciudad de Guadalajara. Por su parte, la ceremonia de 2009 fue realizada desde varias ciudades de América Latina y Estados Unidos el 15 de octubre de dicho año: Bogotá, Buenos Aires, Ciudad de México y Los Ángeles. Estos premios dejaron de hacerse desde 2010, debido a una decisión de la cadena, ya que luego decidieron traer a México el evento "MTV World Stage", esto como parte de la celebración del bicentenario de independencia, y por lo tanto, no hubo presupuesto para seguir realizando estos premios ni para realizar los conciertos de MTV World Stage, hasta que finalmente en 2013 fueron reemplazados por los premios MTV Millennial Awards.

### Premios MTV Miaw
Esta ceremonia, anteriormente llamada MTV Millennial Awards reemplazó a Los Premios MTV iniciando en 2013 transmitiéndose en internet, pero a partir de 2016 comienza a ser transmitida por el canal MTV en Latinoamérica.

## Proyectos digitales

### mtvla.com
Es el sitio web oficial de la televisora. Se creó en 1998 y se ha convertido en el medio principal de enlace con los televidentes. Se ha criticado la página por estar mal diseñada y poco accesible. La mayoría de los comentarios que se muestran en pantalla son recibidos a través de la página en la cual también se comparte información a través de los llamados foros. El mismo sitio web cuenta con proyectos sub-alternos como «Mercado Negro» en el cual se pueden ver, escuchar y en ocasiones, descargar material multimedia novedoso, tales como videos musicales (solo disponibles para IP de los Estados Unidos), canciones, protectores de pantalla, entre otros, sobre artistas específicos. Todo esto de forma legal mediante los contratos que MTV celebra con varias compañías disqueras.

### MTV Revolution
En 2005, MTV Latinoamérica celebra un contrato con la empresa mexicana de telecomunicaciones Avantel, mediante el cual se crea MTV Revolution como una página secundaria del sitio de la televisora. El proyecto se lanzó por primera vez el 30 de septiembre de 2005. En dicho sitio web especial, se publica material de la televisora tales como videos musicales, episodios de algunas series de MTV, avances de noticias, reportajes, entrevistas, conciertos especiales, presentaciones en vivo, entre otros. Avantel forma parte de la publicidad tanto en el canal como en el sitio web.

### MTV Play
Fue una aplicación disponible para dispositivos iOS y Android, que forma parte del proyecto Viacom Play Plex, en la cual el usuario puede sintonizar señal en directo, además de ver contenido on-demand. Al momento de su lanzamiento en México en el mes de enero de 2016, logró llegar al primer lugar de Top Charts en App Store.  La aplicación fue descontinuada oficialmente el 17 de diciembre de 2020 al igual que las apps de Nickelodeon Play y Comedy Central Play y que usarían a Paramount+ en su lugar.

## Cultura social
Además de contar con los programas televisivos característicos del canal, MTV Latinoamérica ha producido y colaborado en la organización de otros programas con temáticas que no están relacionadas con la música, pero sí con aspectos sociales y culturales que involucran a la juventud latinoamericana. Algunos de estos programas incluyen temática sobre política, enfermedades de transmisión sexual, cuidado al medio ambiente, sexualidad, entre otros.

### Grita
En agosto de 2003 Ilana Sod coprodujo y participó en la campaña de conciencia sexual Grita de MTV (ganadora del primer premio Promax 2004 como mejor anuncio prosocial en televisión).

### Grita: Somos 30 millones
Un mes antes de las elecciones presidenciales en México en 2006, del 29 de mayo al 2 de junio, Noticias MTV transmitió la serie Grita: Somos 30 Millones como parte del esfuerzo prosocial del canal para invitar a la participación política de los jóvenes mexicanos en estas elecciones. De este modo, Ilana Sod fue la periodista que permitió que los jóvenes mexicanos preguntaran directamente a todos y cada uno de los candidatos a la Presidencia de la República. Sod entrevistó y moderó los programas especiales Pláticas con Candidatos por espacios de media hora, cada noche cada candidato (por orden alfabético de sus apellidos) tanto para la señal de MTV México y posteriormente para MTV Tr3s, dedicada a los hispanos en Estados Unidos Las fechas de las entrevistas fueron en el siguiente orden:
- Felipe Calderón,[16] lunes 29 de mayo.[17]
- Roberto Campa Cifrián, martes 30 de mayo.[18]
- Andrés Manuel López Obrador,[19] miércoles 31 de mayo.[20]
- Roberto Madrazo Pintado,[21] jueves 1 de junio.[22]
- Dora Patricia Mercado Castro, viernes 2 de junio.[23]

Dichas entrevistas se convertirían en el único programa de televisión dirigido a los jóvenes mexicanos en el que estuvieron presentes todos los candidatos a la presidencia de México.

### Staying Alive
El 27 de noviembre de 2004 la señal internacional de CNN y la de CNN en Español transmitieron en primicia una coproducción con MTV International para Staying Alive sobre la epidemia mundial del VIH-sida. Días después, durante el Día Mundial del Sida, globalmente todos los canales de MTV estrenaron este especial de 30 minutos que incluía investigaciones desde Estados Unidos, Brasil, Inglaterra, China, Rusia y África. Ilana Sod fue la encargada de reportar las situaciones de la Ciudad de México, Bogotá y Buenos Aires.

### Agentes de cambio
Desde principios hasta mediados de 2007, MTV Latinoamérica se dedicó a la producción de la serie de especiales que el Gobierno de Finlandia, a través del Banco Interamericano de Desarrollo patrocinó en MTV para el proyecto prosocial «Agentes de Cambio» al cual se registraron más de seis mil jóvenes con planes de desarrollo. Dichos documentales fueron grabados en varios países de América como Argentina, Chile, Guatemala, Colombia y Bolivia para grabar las cápsulas que se transmitieron por esta cadena durante 5 semanas a partir del sábado 7 de julio de 2007, aprovechando la transmisión del concierto de Live Earth organizado por Al Gore.
Al momento, Agentes de Cambio cuenta ya con cuatro series documentales tras la primera campaña general. El segundo programa documental trató acerca del Deporte para el Desarrollo Social, auspiciado por Nike y grabado en Barcelona, Buenos Aires, México y São Paulo. El tercero tuvo como tema la Innovación Tecnológica y Científica, contando con los fondos de la OEA y con grabaciones en Colombia, Estados Unidos e Israel. La más reciente producción fue estrenada previo a la COP15 en Dinamarca, teniendo como título «Haciendo Switch» y cubriendo las acciones para detener el cambio climático desde Argentina, Estados Unidos, Francia, Kenia y México, que recientemente fue reconocido con el Silver Globe en el Festival Mundial de Medios en Hamburgo, Alemania.

## Audiencia
La mayoría de los televidentes de la televisora son principalmente el público de entre 10 y 34 años. El grupo de edad más numeroso que sintoniza el canal tiene 18 años aunque la mayoría de la audiencia tiene más de esta edad. El 76% de los televidentes pertenecen al sector económico medio-alto. Así mismo, el canal cuenta con un gran número de televidentes universitarios.
De acuerdo al estudio realizado por TGI Latina en 2004, MTV Latinoamérica posee audiencia distribuida en las siguientes proporciones:
- Hombres: 57%
- Mujeres: 43%

### Distribución por edades
- 18 a 24 años: 35%
- 10 a 17 años: 32%
- 25 a 34 años: 20%
- 35 años en adelante: 13%

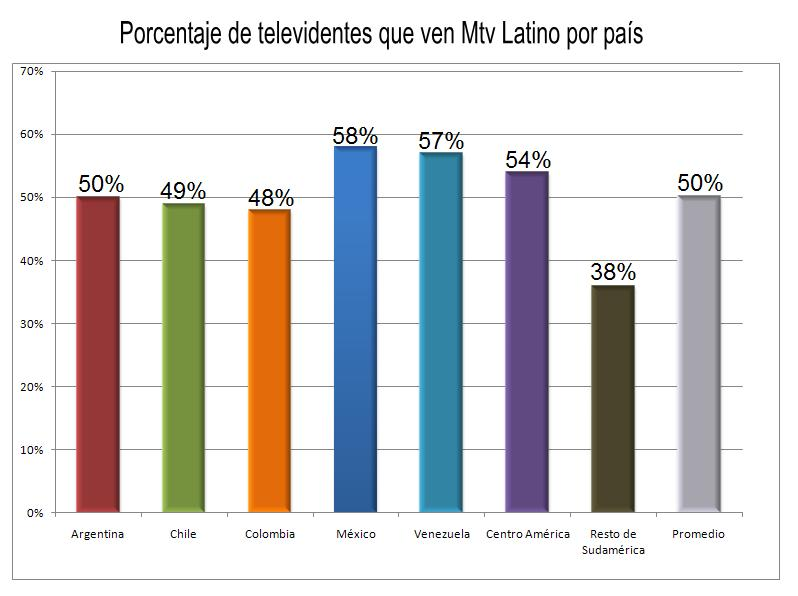
Estudio de porcentajes de televidentes por país en América Latina.

MTV Latinoamérica se distribuye a través de esta región por sistemas de televisión por cable y de satélite. Asimismo, cuenta con competidores internos dentro de cada uno de los países como MuchMusic (1992-2024), CM y Quiero música en mi idioma en Argentina, Telehit, Telehit Música y Exa TV en México, Vía X y Zona Latina en Chile, Puma TV (hasta 2007 donde pasó a ser Canal I) en Venezuela, HEI TV y Tigo Music en Paraguay y HTV al nivel latinoamericano.
Según estudios realizados por «Los Medios y Mercados de Latinoamérica» se han arrojado datos de edades y televidentes por países. México se encuentra con el mayor porcentaje de televidentes con un 58%. Después le siguen Venezuela con 57%. Centroamérica con 54%. Argentina y Chile con 50% y 49% respectivamente. Colombia posee un 48% y por último, los países sudamericanos restantes acumulan entre todos un 38%.
La señal se transmite desde la base de operaciones de Paramount Networks Americas, localizada en Miami EE. UU. La señal se transmite en un feed localizado a lo largo de Latinoamérica.
La señal cuenta, al igual que la mayoría de las televisoras de cable, con decodificación de subtítulos cerrados en donde aplique.

## Críticas y controversias
MTV Latinoamérica, al igual que los otros canales de MTV alrededor del mundo, han sido de los principales canales televisivos en recibir críticas por parte de sus mismos televidentes, sobre todo en los últimos años. Los señalamientos son diversos; algunos de ellos, debido a su naturaleza, aplican para todos los canales de MTV, sin embargo existen algunos que son de aplicabilidad exclusiva para su sede en Latinoamérica. Otro detalle es que a diferencia de MTV estadounidense, ciertos videos y realitys realizados en Latinoamérica (sobre todo en México) no tienen censura de las palabras altisonantes y garabatos.
Uno de los principales señalamientos en contra hacia MTV Latinoamérica, se basa en el hecho de ser, supuestamente, un canal meramente comercial cuya difusión de videos se basa en intereses económicos y no en peticiones de la audiencia. Debido a su visibilidad como herramienta publicitaria por parte de las compañías de música, MTV ha sido acusado por ser excesivamente comercial y menospreciar la importancia de la música en la industria musical (reemplazándola solamente con estética visual), poniéndola en desventajas respecto a la imagen pública.
También ha recibido críticas recientemente por el hecho de transmitir en su mayoría series y reality shows (tomando gran parte de la programación diaria del canal), alejándose así del concepto primordial por el que fue creado el canal, el cual era transmitir programación musical y referente a esta. El constante y fuerte enfoque que se ha venido dando hacia este concepto ha puesto a la televisora en constantes comentarios y acusaciones en contra. Por su parte, MTV ha manifestado que las series y otros programas similares incluyen en su banda sonora canciones de artistas del momento, como la serie Laguna Beach, la cual ha causado una gran polémica dentro de los televidentes por ofrecer un contenido alejado totalmente de la música. MTV la señala como una serie en la que se presentan canciones de fondo y de ambientación relativas a las nuevas tendencias. Sin embargo, las acusaciones no han cesado. Esto se demuestra a través de la cancelación definitiva de los programas musicales iconos de MTV, desde 2005, a tal punto que el canal ya no posee programas y vídeos musicales, trayendo consigo una baja progresiva en los índices de audiencia del canal en los feeds Centro y Sur, haciendo que su canal hermano VH1 sea más popular que MTV.
Por otra parte, ha sido mencionado por difundir y promover entre la juventud comportamientos inadecuados tanto en los videos como en las series. Algunos de estas acusaciones se basan en exponer contenido sobre sexo, embarazo prematuro, violencia, uso de drogas como algo normal, celebridades bebiendo o fumando de manera cotidiana, violencia intrafamiliar, entre otros.
En 2005, la campaña titulada Don't Kill The Music, transmitida por la televisora entre noviembre de 2005 y principios de 2006, fue reconocida por tratar de transmitir un mensaje de conciencia hacia la juventud sobre la música en general. De la misma manera, MTV Latinoamérica ha creado diversos proyectos para apoyar a bandas y artistas independientes de Latinoamérica cuyo proyecto incluye programas como Alerta, Alerta Live, Nü música, y concursos como Adiós Garaje y Rally MTV que son hechos a través del sitio web lazona.com.
En febrero de 2010 la televisora anunció que transmitiría el episodio «El Derby de Pinewood» de la serie South Park en el que se hacía burla al presidente de México, Felipe Calderón. El episodio fue anunciado varios días durante la programación del canal e incluso en diarios nacionales. Sin embargo, la noche del 8 de febrero, día en que se transmitiría el episodio, MTV no transmitió dicho capítulo, siendo emitido sin ninguna explicación previa el episodio «El Anillo». Dicho acontecimiento causó que fuese blanco de medios nacionales e incluso varios televidentes mexicanos de la cadena quienes consideraron a MTV como producto de la corrupción y censura que se viven en México, haciendo alusión a que Calderón pudo haber sido el responsable de que el canal tomara la decisión de no transmitir el episodio, pero irónicamente lo transmitieron el 22 de marzo de 2010 a las 10 p. m. para el resto de Latinoamérica, por lo que incluso hubo algunos quienes se dijeron decepcionados de la televisora. Al día siguiente, Erick Zermeño, gerente sénior de Comunicación Corporativa de MTV Networks México, emitió un comunicado en el que señalaba que el episodio no había sido censurado, pero que no se transmitió ya que en este se muestra la bandera de México como símbolo patrio y hacerlo hubiese significado una violación a la Ley sobre el Escudo, la Bandera y el Himno Nacionales. Explicó que MTV solicitó el permiso a las autoridades mexicanas para hacer uso de la bandera pero hasta ese momento no había sido otorgado, por lo que no pudieron mostrar el episodio al aire.